# Future Games
Future Games war ein Entwicklungsstudio und Publisher von Computerspielen mit Sitz im tschechischen Beroun.

## Geschichte
Die Firma wurde 1996 von Martin Malik gegründet, da dieser keinen Vertrieb für ein von ihm geschriebenes Spiel fand. Das Studio produzierte und veröffentlichte zunächst zwei Adventures in Tschechien und der Slowakei. Um die Spiele international besser vermarkten zu können, wurde die Gesellschaftsform 1999 auf „s.r.o.“ geändert, vergleichbar der deutschen GmbH. Ab diesem Zeitpunkt wurden Vertriebspartnerschaften eingegangen. Future Games spezialisierte sich ausschließlich auf Adventures und erreichte Absatzzahlen von bis zu 750.000 Stück pro Spiel. Das Studio beschäftigte zeitweilig über 20 Mitarbeiter. Als Game-Engine diente eine Eigenentwicklung namens AGDS (Advanced Graphic Development System), die von Spiel zu Spiel optimiert wurde. Ab 2005 wurde das Geschäftsfeld ausgeweitet: Zusätzlich zur Entwicklung von Computerspielen wurden auch Titel anderer Produzenten exklusiv in Tschechien und der Slowakei vertrieben, so ein Rollenspiel zur Night-Watch-Romanreihe. 2009 musste ein schon mitten im Produktionsprozess befindliches Projekt, das Adventure Ron Loo, nach Differenzen mit den Autoren der Vorlage eingestellt werden. Alter Ego, das letzte Spiel von Future Games, war kein finanzieller Erfolg. In Summe geriet die Firma in wirtschaftliche Schieflage und musste 2011 schließen.
Firmengründer Malik war zwischen 2006 und 2009 hauptberuflich als Leiter des Marketings für Warner Bros Tschechien beschäftigt. Seit 2011 ist er im Fußballmarketing tätig und seit 2016 Geschäftsführer einer slowakischen Firma, die das Marketing des tschechischen Fußballverbandes verantwortet.

## Veröffentlichte Spiele
- 1998: Boovie (Eigenvertrieb)
- 1998: Posel Bohů (nur Vertrieb)
- 2004: Black Mirror (Vertrieb in Deutschland durch dtp entertainment)
- 2005: Nibiru: Der Bote der Götter (dtp, Remake von Posel Bohů)
- 2007: Reprobates: Insel der Verdammten (Anaconda/dtp)
- 2008: Bonez Adventures (nur Vertrieb)
- 2010: Tale of a Hero (Daedalic Entertainment)
- 2010: Alter Ego (bitComposer Games)